# Херман Льонс
Херман Льонс (на немски: Hermann Löns) е германски журналист и писател.
Известен е като „поета на пустошта“ заради романите и поемите, в които възхвалява природата и хората в северните германски провинции, по-специално района около Люнебург в Долна Саксония.

## Биография и творчество
Роден в Кулм, Западна Прусия (сега град Хелмно, Полша), Херман Льонс учи медицина и природни науки в Мюнстер и Грайфсвалд. Прекъсва обучението си и през 1890-те години започва работа като журналист. По същото време вече пише поеми, а през 1910 повести и романи. Вдъхновен от предхристиянската традиция и история на германския народ, Льонс написва най-известното си произведение – романа „Войнът-Вълк“ („Der Wehrwolf“, 1910), хроника описваща драмите и сполуките на една северногерманска фермерска общност по време на Тридесетгодишната война (1618-1648).
На 48-годишна възраст Херман Льонс встъпва като доброволец в Немската армия и умира на бойното поле малко след началото на Първата световна война, в околностите на Лоавър, Франция. Тъй като в неговите произведения прозират националистически идеи, нацистите го приемат като един от 'техните' автори, въпреки факта, че стилът на Льонс не отговаря на идеалите на нацизма. По заповед на Адолф Хитлер, тялото на Льонс е ексхумирано и той бива погребан в пустошта на Люнебург, близо до гр. Валсроде.